# Eesti meistrid 1921
Il campionato di calcio estone 1921 fu la 1ª edizione del torneo.
Al torneo parteciparono solo quattro squadre e tutte le partite furono giocate a Tallinn; il titolo andò al VS Sport Tallinn.

## Semifinali
La prima semifinale si giocò il 25 settembre 1921:
- Tallinna Jalgpalli Klubi	6 – 1	KS Võitleja Narva

La seconda semifinale si giocò il 2 ottobre 1921:
- VS Sport Tallinn	1 – 1 	ESS Kalev Tallinn

La partita fu abbandonata dopo 130 minuti di gioco (si giocava ad oltranza) a causa dell'oscurità dovuta alla tarda ora.
La partita fu rigiocata il 9 ottobre e il risultato fu:
- VS Sport Tallinn	3 – 0	ESS Kalev Tallinn

## Finale
La finale fu giocata il 13 ottobre 1921:
- VS Sport Tallinn	5 – 3	Tallinna Jalgpalli Klubi